# Football Club de Nantes 2016-2017
Questa voce raccoglie le informazioni riguardanti il Football Club de Nantes nelle competizioni ufficiali della stagione 2016-2017.

## Maglie e sponsor
Lo sponsor tecnico per la stagione 2016-2017 è Umbro, mentre lo sponsor ufficiale è Synergie, al quarto anno consecutivo.
| Casa | Trasferta |

## Rosa
| N. |                      | Ruolo | Calciatore            |
| -- | -------------------- | ----- | --------------------- |
| 1  | Francia (bandiera)   | P     | Rémy Riou             |
| 2  | Venezuela (bandiera) | A     | Fernando Aristeguieta |
| 3  | Brasile (bandiera)   | D     | Diego Carlos          |
| 4  | Venezuela (bandiera) | D     | Oswaldo Vizcarrondo   |
| 6  | Brasile (bandiera)   | D     | Lucas Lima            |
| 7  | Francia (bandiera)   | C     | Jules Iloki           |
| 8  | Francia (bandiera)   | C     | Adrien Thomasson      |
| 9  | Argentina (bandiera) | A     | Emiliano Sala         |
| 10 | Marocco (bandiera)   | A     | Yacine Bammou         |
| 11 | Svezia (bandiera)    | C     | Alexander Kačaniklić  |
| 13 | Francia (bandiera)   | D     | Wilfried Moimbé       |
| 14 | Francia (bandiera)   | C     | Amine Harit           |
| 15 | Francia (bandiera)   | D     | Léo Dubois            |
| 16 | Francia (bandiera)   | P     | Alexandre Olliero     |

| N. |                           | Ruolo | Calciatore          |
| -- | ------------------------- | ----- | ------------------- |
| 17 | Polonia (bandiera)        | A     | Mariusz Stępiński   |
| 18 | Francia (bandiera)        | C     | Samuel Moutoussamy  |
| 19 | Francia (bandiera)        | C     | Abdoulaye Touré     |
| 20 | Colombia (bandiera)       | C     | Felipe Pardo        |
| 22 | Burkina Faso (bandiera)   | A     | Préjuce Nakoulma    |
| 23 | Danimarca (bandiera)      | C     | Nicolaj Thomsen     |
| 23 | Portogallo (bandiera)     | C     | Sérgio Oliveira     |
| 24 | Camerun (bandiera)        | C     | Alexis Alégué       |
| 25 | Francia (bandiera)        | D     | Enock Kwateng       |
| 26 | Costa d'Avorio (bandiera) | D     | Koffi Djidji        |
| 27 | Belgio (bandiera)         | C     | Guillaume Gillet    |
| 28 | Francia (bandiera)        | C     | Valentin Rongier    |
| 30 | Francia (bandiera)        | P     | Maxime Dupé         |
| 31 | Islanda (bandiera)        | A     | Kolbeinn Sigþórsson |
| 40 | Francia (bandiera)        | P     | Quentin Braat       |

## Calciomercato

### Sessione estiva
| Acquisti         | Acquisti              | Acquisti      | Acquisti                   |
| R.               | Nome                  | da            | Modalità                   |
| ---------------- | --------------------- | ------------- | -------------------------- |
| D                | Diego Carlos          | Estoril Praia | definitivo (1,3 milioni €) |
| D                | Lucas Lima            | Arouca        | definitivo (1,1 milioni €) |
| C                | Nicolaj Thomsen       | Aalborg       | definitivo (600 mila €)    |
| A                | Alexander Kačaniklić  | Fulham        | definitivo                 |
| A                | Mariusz Stępiński     | Ruch Chorzów  | definitivo (2 milioni €)   |
| Altre operazioni |                       |               |                            |
| R.               | Nome                  | da            | Modalità                   |
| C                | Fernando Aristeguieta | Red Star      | fine prestito              |

| Cessioni         | Cessioni            | Cessioni            | Cessioni                |
| R.               | Nome                | a                   | Modalità                |
| ---------------- | ------------------- | ------------------- | ----------------------- |
| C                | Alejandro Bedoya    | Philadelphia Union  | definitivo (895 mila €) |
| C                | Birama Touré        | Standard Liegi      | definitivo (550 mila €) |
| C                | Johan Audel         | Beitar Gerusalemme  | definitivo (895 mila €) |
| C                | Lorik Cana          |                     | svincolato              |
| C                | Aristote N'Dongala  | RFCB Sprimont       | definitivo              |
| C                | Rémi Gomis          | Wil                 | definitivo              |
| A                | Kolbeinn Sigþórsson | Galatasaray         | prestito (700 mila €)   |
| Altre operazioni |                     |                     |                         |
| R.               | Nome                | a                   | Modalità                |
| D                | Youssouf Sabaly     | Paris Saint-Germain | fine prestito           |
| D                | Ermir Lenjani       | Rennes              | fine prestito           |
| C                | Adryan              | Flamengo            | fine prestito           |

### Sessione invernale
| Acquisti         | Acquisti            | Acquisti    | Acquisti      |
| R.               | Nome                | da          | Modalità      |
| ---------------- | ------------------- | ----------- | ------------- |
| C                | Sérgio Oliveira     | Porto       | prestito      |
| A                | Felipe Pardo        | Olympiacos  | prestito      |
| A                | Préjuce Nakoulma    |             | svincolato    |
| Altre operazioni |                     |             |               |
| R.               | Nome                | da          | Modalità      |
| A                | Kolbeinn Sigþórsson | Galatasaray | fine prestito |

| Cessioni         | Cessioni              | Cessioni   | Cessioni                |
| R.               | Nome                  | a          | Modalità                |
| ---------------- | --------------------- | ---------- | ----------------------- |
| C                | Nicolaj Thomsen       | Copenaghen | definitivo (500 mila €) |
| A                | Fernando Aristeguieta | Nacional   | prestito                |
| Altre operazioni |                       |            |                         |
| R.               | Nome                  | a          | Modalità                |

## Risultati

### Ligue 1
| Arbitro: | Karim Abed |

|  |           |             |
|  | Marcatori | 49’ Thomsen |

| Arbitro: | Stéphane Lannoy |

|  |           |               |
|  | Marcatori | 25’ Boschilia |

| Arbitro: | Benoît Bastien |

|           |           |  |
| Rolán 32’ | Marcatori |  |

| Arbitro: | Jérôme Miguelgorry |

|  |           |                               |
|  | Marcatori | 18’, 45+3’, 78’ (rig.) Erdinc |

| Arbitro: | Tony Chapron |

|          |           |               |
| Puyo 72’ | Marcatori | 66’ Stępiński |

| Nantes 21 settembre 2016, ore 19:00 6ª giornata | Nantes         | 0 – 0 referto | Saint-Étienne | Stadio della Beaujoire (18.823 spett.)\| Arbitro: \| Amaury Delerue \| |
| Arbitro:                                        | Amaury Delerue |               |               |                                                                        |

| Arbitro: | Lionel Jaffredo |

|                            |           |         |
| N'Jie 22’ Gomis 53’ (rig.) | Marcatori | 2’ Sala |

| Arbitro: | Bartolomeu Varela |

|               |           |  |
| Stępiński 18’ | Marcatori |  |

| Arbitro: | Benoît Bastien |

|           |           |                       |
| Hamel 80’ | Marcatori | 42’ Bammou 74’ Gillet |

| Arbitro: | Johan Hamel |

|          |           |                   |
| Sala 42’ | Marcatori | 58’, 75’ Grosicki |

| Arbitro: | Sébastien Moreira |

|                                        |           |          |
| Cyprien 9’, 65’ Balotelli 27’ Pléa 60’ | Marcatori | 47’ Sala |

| Arbitro: | Mikael Lesage |

|                 |           |                        |
| Stępiński 90+1’ | Marcatori | 36’ (rig.) Braithwaite |

| Arbitro: | François Letexier |

|                              |           |  |
| Di María 13’ Jesé 90’ (rig.) | Marcatori |  |

| Nantes 26 novembre 2016, ore 20:00 14ª giornata | Nantes        | 0 – 0 referto | Lilla | Stadio della Beaujoire (18.125 spett.)\| Arbitro: \| Olivier Thual \| |
| Arbitro:                                        | Olivier Thual |               |       |                                                                       |

| Arbitro: | Clément Turpin |

|  |           |                                                                                   |
|  | Marcatori | 16’ Tolisso 39’ (rig.) Lacazette 41’ Gonalons 60’ Valbuena 75’ Diakhaby 81’ Fekir |

| Arbitro: | Johan Hamel |

|                        |           |  |
| Briand 22’ Salibur 63’ | Marcatori |  |

| Arbitro: | Jérôme Miguelgorry |

|          |           |  |
| Sala 65’ | Marcatori |  |

| Arbitro: | Amaury Delerue |

|  |           |                      |
|  | Marcatori | 18’ Gillet 48’ Harit |

| Arbitro: | Karim Abed |

|                 |           |  |
| Lima 12’ (rig.) | Marcatori |  |

| Arbitro: | Ruddy Buquet |

|  |           |          |
|  | Marcatori | 20’ Sala |

| Arbitro: | Johan Hamel |

|  |           |                 |
|  | Marcatori | 21’, 65’ Cavani |

| Arbitro: | Mikael Lesage |

|             |           |           |
| Gnagnon 87’ | Marcatori | 45’ Iloki |

| Arbitro: | Clément Turpin |

|  |           |                    |
|  | Marcatori | 50’ Dia 64’ Cétout |

| Arbitro: | Ruddy Buquet |

|                        |           |                             |
| Danic 69’ Oniangué 75’ | Marcatori | 78’ Sala 90+2’ Diego Carlos |

| Arbitro: | François Letexier |

|                                              |           |                |
| Diego Carlos 12’ Stępiński 20’ Thomasson 50’ | Marcatori | 49’, 61’ Gomis |

| Arbitro: | Bartolomeu Varela |

|                      |           |             |
| Diabaté 90+1’ (rig.) | Marcatori | 68’ Rongier |

| Arbitro: | Tony Chapron |

|                                     |           |                   |
| Bammou 3’ Sala 59’ (rig.) Pardo 79’ | Marcatori | 37’ (aut.) Dubois |

| Arbitro: | Mikael Lesage |

|                                                 |           |  |
| Mbappé 4’, 45+1’ Germain 43’ Fabinho 59’ (rig.) | Marcatori |  |

| Arbitro: | Karim Abed |

|                          |           |                            |
| Mounié 12’ Boudebouz 84’ | Marcatori | 24’, 68’ Nakoulma 89’ Sala |

| Arbitro: | Benoît Millot |

|          |           |          |
| Sala 22’ | Marcatori | 28’ Seri |

| Arbitro: | Olivier Thual |

|                   |           |              |
| Nakoulma 48’, 54’ | Marcatori | 55’ Diédhiou |

| Arbitro: | Clément Turpin |

|             |           |              |
| Corgnet 70’ | Marcatori | 15’ Nakoulma |

| Arbitro: | François Letexier |

|  |           |              |
|  | Marcatori | 65’ Sankharé |

| Arbitro: | Jérôme Brisard |

|  |           |                 |
|  | Marcatori | 27’, 35’ Bammou |

| Arbitro: | Johan Hamel |

|          |           |  |
| Sala 89’ | Marcatori |  |

| Arbitro: | Mikael Lesage |

|                                  |           |                        |
| Fekir 65’ (rig.) Cornet 70’, 80’ | Marcatori | 19’ Rongier 75’ Gillet |

| Arbitro: | Karim Abed |

|                                          |           |           |
| Thomasson 16’ Sala 51’, 78’ Nakoulma 69’ | Marcatori | 74’ Deaux |

| Arbitro: | Sébastien Desiage |

|                           |           |  |
| de Préville 16’, 46’, 53’ | Marcatori |  |

### Coppa di Francia

#### Fase finale
| Arbitro: | Jérôme Brisard |

|             |           |                    |
| Cissé 45+1’ | Marcatori | 23’, 66’ Stępiński |

| Arbitro: | Jérôme Brisard |

|             |           |  |
| Corchia 80’ | Marcatori |  |

### Coppa di Lega

#### Fase a eliminazione diretta
| Arbitro: | Tony Chapron |

|                        |           |             |
| Sala 28’ Thomasson 57’ | Marcatori | Capelle 51’ |

| Arbitro: | Ruddy Buquet |

|                             |           |              |
| Sala 18’, 43’ Stępiński 62’ | Marcatori | 36’ Bérigaud |

| Arbitro: | Clément Turpin |

|  |           |                        |
|  | Marcatori | 31’ Dalé 45+3’ Cuffaut |

## Statistiche

### Statistiche di squadra
Statistiche aggiornate al 20 maggio 2017.
| Competizione     | Punti | In casa | In casa | In casa | In casa | In casa | In casa | In trasferta | In trasferta | In trasferta | In trasferta | In trasferta | In trasferta | Totale | Totale | Totale | Totale | Totale | Totale | DR  |
| Competizione     | Punti | G       | V       | N       | P       | Gf      | Gs      | G            | V            | N            | P            | Gf           | Gs           | G      | V      | N      | P      | Gf     | Gs     | DR  |
| ---------------- | ----- | ------- | ------- | ------- | ------- | ------- | ------- | ------------ | ------------ | ------------ | ------------ | ------------ | ------------ | ------ | ------ | ------ | ------ | ------ | ------ | --- |
| Ligue 1          | 51    | 19      | 8       | 4       | 7       | 19      | 24      | 19           | 6            | 5            | 8            | 21           | 30           | 38     | 14     | 9      | 15     | 40     | 54     | -14 |
| Coppa di Francia | -     | 0       | 0       | 0       | 0       | 0       | 0       | 2            | 1            | 0            | 1            | 2            | 2            | 2      | 1      | 0      | 1      | 2      | 2      | +0  |
| Coppa di Lega    | -     | 3       | 2       | 0       | 1       | 5       | 4       | 0            | 0            | 0            | 0            | 0            | 0            | 3      | 2      | 0      | 1      | 5      | 4      | +1  |
| Totale           | -     | 22      | 10      | 4       | 8       | 24      | 28      | 21           | 7            | 5            | 9            | 23           | 32           | 43     | 17     | 9      | 17     | 47     | 60     | -13 |

### Andamento in campionato
| Giornata  | 1 | 2  | 3  | 4  | 5  | 6  | 7  | 8  | 9  | 10 | 11 | 12 | 13 | 14 | 15 | 16 | 17 | 18 | 19 | 20 | 21 | 22 | 23 | 24 | 25 | 26 | 27 | 28 | 29 | 30 | 31 | 32 | 33 | 34 | 35 | 36 | 37 | 38 |
| --------- | - | -- | -- | -- | -- | -- | -- | -- | -- | -- | -- | -- | -- | -- | -- | -- | -- | -- | -- | -- | -- | -- | -- | -- | -- | -- | -- | -- | -- | -- | -- | -- | -- | -- | -- | -- | -- | -- |
| Luogo     | T | C  | T  | C  | T  | C  | T  | C  | T  | C  | T  | C  | T  | C  | C  | T  | C  | T  | C  | T  | C  | T  | C  | T  | C  | T  | C  | T  | T  | C  | C  | T  | C  | T  | C  | T  | C  | T  |
| Risultato | V | P  | P  | P  | N  | N  | P  | V  | V  | P  | P  | N  | P  | N  | P  | P  | V  | V  | V  | V  | P  | N  | P  | N  | V  | N  | V  | P  | V  | N  | V  | N  | P  | V  | V  | P  | V  | P  |
| Posizione | 7 | 11 | 17 | 18 | 18 | 16 | 18 | 16 | 13 | 14 | 15 | 16 | 17 | 17 | 19 | 19 | 11 | 19 | 17 | 14 | 11 | 12 | 14 | 11 | 12 | 13 | 12 | 12 | 10 | 11 | 9  | 8  | 10 | 8  | 8  | 8  | 7  | 7  |

Legenda:

Luogo: C = Casa; T = Trasferta. Risultato: V = Vittoria; N = Pareggio; P = Sconfitta.